# زيفودينيا
ألم النَّاتِئُ الرَّهابِيّ (Xiphodynia) هو حالة تؤدي إلى الشعور بالألم حول الناتئ الرهابي عند لمسه. و قد ينتقل الألم إلى أجزاء أخرى من الصدر أو البطن أو الذراعين.  و قد تتفاقم الحالة بسبب الانحناء للأمام أو الإفراط في تناول الطعام.  إضافة إلى ذلك، في بعض الأحيان قد يكون هناك غثيان أو قيء. 
السبب غير معروف بشكل عام، على الرغم من أنه تم الإبلاغ عنه بعد إصابة المنطقة.   لكن، قد تشمل الآلية الأساسية للإصابة هشاشة العظام أو التهاب المفاصل في المفصل الرهابي.  يعتمد التشخيص بشكل عام على تكرار الألم عند الضغط على النَّاتِئُ بعد استبعاد الأسباب المحتملة الأخرى.  كما تشمل الحالات الأخرى التي قد تظهر بشكل مماثل مرض الارتجاع المعدي المريئي، و قرحة المعدة، و حصوات المرارة، وأمراض القلب. 
يعتمد العلاج عادة باستخدام مسكنات الألم البسيطة.  نادرًا ما يتم اللجوء لحقن الكورتيكوستيرويدات أو الإزالة الجراحية.   و غالبًا ما تتحسن الحالة على مدار أسابيع أو أشهر.  
يعد ألم النَّاتِئُ الرَّهابِيّ نادرًا.  تم وصف الحالة لأول مرة في عام 1712.  يأتي المصطلح من الكلمة اليونانية "xiphos" والتي تعني السيف و "odyne" والتي تعني الألم.  